# Campylospermum costatum
Campylospermum costatum är en tvåhjärtbladig växtart som först beskrevs av Philippe Édouard van Tieghem, och fick sitt nu gällande namn av Biss.. Campylospermum costatum ingår i släktet Campylospermum och familjen Ochnaceae. Inga underarter finns listade i Catalogue of Life.